# Апостольский нунций в Польше

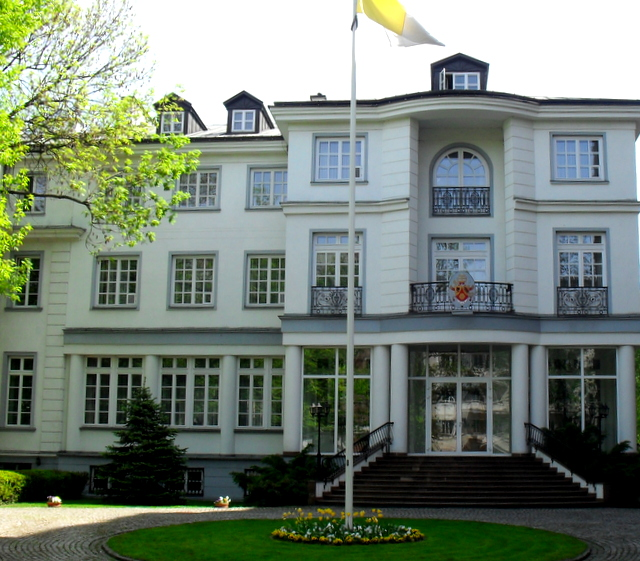
Апостольская нунциатура в Польше

Апостольский нунций в Республике Польша — дипломатический представитель Святого Престола в Польше. Данный дипломатический пост занимает церковно-дипломатический представитель Ватикана в ранге посла. Как правило, в Польше апостольский нунций является дуайеном дипломатического корпуса, так как Польша — католическая страна. Апостольская нунциатура в Польше была учреждена на постоянной основе в XVI веке. Её резиденция находится в Варшаве.
В настоящее время Апостольским нунцием в Польше является архиепископ Антонио Гвидо Филипацци, назначенный Папой Франциском 8 августа 2023 года.

## История
Апостольский нунций в Польше — один из старейших дипломатических постов Святого Престола, учреждён в XVI веке.
Апостольская нунциатура в Польше была учреждена в 1555 году. Апостольский нунций получил первый дипломатический ранг, ранг посла, в соответствии со статьёй 14 Венской конвенции о дипломатических сношениях 1961 года.
Трое нунциев в Польше были избраны Папами. Трое были кардиналами, когда их назначали нунциями, а остальные, за исключением Филиппо Кортези, стали позднее кардиналами.

## Папские легаты в Польше
- Роберт, кардинал-дьякон Святой Римской Церкви (легат на съезде в Гнезно в 1000 году);
- Гальон, епископ Бове (1103);
- Жилон Парижский, кардинал-епископ Тускулума (1124 или ок. 1126);
- Гумбальд, кардинал-священник Санти-Джованни-э-Паоло (1145);
- Гвидо ди Крема, кардинал-дьякон Санта-Мария-ин-Портико (1148) — позже антипапа Пасхалий III;
- Райнальд (ок. 1177—1180);
- Джованни Малабранка, кардинал-дьякон Сан-Теодоро (1189);
- Пьетро Капуано, кардинал-дьякон Санта-Мария-ин-Виа-Лата (1197);
- Грегорио Крешенци, кардинал-дьякон Сан-Теодоро (1223);
- Жак Панталеон Кур-Пале, архидьякон Льеже (1247—1249) — впоследствии Урбан IV;
- Гай Бургундский, кардинал-священник Сан-Лоренцо-ин-Лучина (июнь 1267 — февраль 1268);
- Филипп, епископ Фермо (1279);
- Джованни Боккамацца, кардинал-епископ Фраскати (1286);
- Джулиано Чезарини, кардинал-священник Санта-Сабина (14 марта — 24 октября 1442).

## Апостольские нунции в Польше

### Королевство Польша (1385—1569)
- Луиджи Липпомано (13 января 1555 — 22 сентября 1556);
  - вакансия
- Камилло Ментовати (8 августа 1558—1560);
- Берардо Бонджованни (23 апреля 1560 — май 1563);
- Джованни Франческо Коммендони (сентябрь 1563 — декабрь 1565);
- Джулио Руджьеро (2 марта 1566 — 18 февраля 1568).

### Речь Посполитая
- Винченцо Портико (18 февраля 1568—1573);
- Винченцо Лауро (1 июня 1573—1578);
- Джованни Андреа Калигари (9 апреля 1578—1581);
- Альберто Болоньетти (12 апреля 1581 — февраль 1585);
- Джероламо Витале де Буои (27 октября 1585 — февраль 1587);
- Аннибале ди Капуа (15 ноября 1587 — мая 1591);
- Николо Маскарди (1591—1592);
- Джерманико Маласпина (6 июня 1592—1598);
- Клаудио Рангони (20 октября 1598 — 16 сентября 1606);
- Франческо Симонетта (16 сентября 1606 — 19 января 1612);
- Лельо Руини (13 сентября 1612—1614);
- Франческо Диоталлеви (25 августа 1614—1621);
- Козимо де Торрес (21 мая 1621 — 2 декабря 1622);
- Джамбаттиста Ланчеллоти (2 декабря 1622—1627);
- Антонио Сантакроче (16 апреля 1627 — 10 марта 1631 — назначен архиепископом Кьети);
- Онорато Висконти (15 июня 1530—1635);
- Марио Филонарди (15 марта 1635 — 19 августа 1644);
- Джованни де Торрес (16 февраля 1645—1652);
- Пьетро Видони (28 мая 1652 — 5 апреля 1660);
- Антонио Пиньятелли дель Растрелло, будущий Иннокентий XII (21 мая 1660 — 9 марта 1668 — назначен апостольским нунцием в Австрии);
- Галеаццо Марескотти (10 марта 1668 — 13 августа 1670 — назначен апостольским нунцием в Испании);
- Франческо Нерли младший (27 июня 1670 — 22 декабря 1670 — назначен архиепископом Флоренции);
- Анджело Мария Рануцци (13 мая 1671 — 20 июля 1673);
- Франческо Буонвизи (20 июля 1673 — 20 июля 1675 — назначен апостольским нунцием в Австрии);
- Франческо Мартелли (20 сентября 1675 — до первых месяцев 1681 года, будучи официально заменён Опицио Паллавичини в конце предыдущего года);
- Опицио Паллавичини (30 сентября 1680 — 28 ноября 1686 — назначен архиепископом, персональный титул, Сполето);
- Джакомо Кантельмо (23 октября 1688 — 15 октября 1689 — назначен апостольским нунцием в Австрии);
- Андреа Сантакроче (7 января 1690—1696);
- Джанантонио Давиа (12 февраля 1696 — 10 марта 1698 — назначен архиепископом, персональный титул, Римини);
- Франческо Пиньятелли, театинец (20 марта 1700—1703);
- Орацио Филиппо Спада (17 ноября 1703 — 17 мая 1706 — назначен кардиналом-священником титулярной церкви Сант-Онофрио);
- Джулио Пьяцца (15 июля 1706 — 15 декабря 1709 — назначен апостольским нунцием в Австрии);
- Никола Гаэтано Спинола (6 сентября 1707—1712);
- Бенедетто Эрба-Одескальки (25 января 1712 — 5 октября 1712 — назначен архиепископом Милана);
- Джироламо Гримальди — (20 декабря 1712—1720);
- Джероламо Аркинто — (21 ноября 1720 — 1 октября 1721);
- Винченцо Сантини — (19 ноября 1721 — до 30 июля 1728);
- Камилло Паолуччи — (2 августа 1728 — 20 мая 1738 — назначен апостольским нунцием в Австрии);
- Фабрицио Сербеллони — (8 августа 1738 — 1 марта 1746 — назначен апостольским нунцием в Австрии);
- Альберико Аркинто — (1 марта 1746—1754);
- Никколо Серра — (9 февраля 1754 — сентябрь 1760);
- Антонио Эудженио Висконти — (22 февраля 1760 — 22 ноября 1766 — назначен апостольским нунцием в Австрии);
- Анджело Мария Дурини — (16 января 1767—1772);
- Джузеппе Гарампи — (20 марта 1772 — 16 марта 1776 — назначен апостольским нунцием в Австрии);
- Джованни Андреа Аркетти — (18 сентября 1775 — 30 июля 1784 — назначен кардиналом-священником Сант-Эузебио);
- Фердинандо Мария Салуццо — (30 июля 1784 — 14 марта 1794 — назначен официалом Римской курии);
- Лоренцо Литта — (13 апреля 1794 — 11 февраля 1797 — назначен Апостольским представителем при императоре России).

### Вторая Польская республика
- Амброджо Дамиано Акилле Ратти — (3 июля 1919 — 16 июня 1921 — назначен кардиналом-священником Санти-Сильвестро-э-Мартино-ай-Монти);
- Лоренцо Лаури — (25 мая 1921 — 20 декабря 1926);
- Франческо Мармаджи — (13 февраля 1928 — 14 марта 1936 — назначен префектом Священной Конгрегации Собора);
- Филиппо Кортези — (24 декабря 1936 — 1 февраля 1947);
  - Чезаре Орсениго, апостольский нунций в Германии, но его власть распространяется и на Польшу после того, как с 1 ноября 1939 года Кортези был выслан, в результате аннексии Польши нацистской Германией.
  - Альфредо Пачини, chargé d'affaires в Париже до 1940 года;
  - Уильям Годфри, chargé d’affaires в Лондоне после 1940 года.

### Польская Народная Республика
Коммунистическое правительство Польской Народной Республики не признавало апостольского нунция с 1947 по 1989 год, но были назначены два апостольских делегата, для формального решения задач:
- Луиджи Поджи — (7 февраля 1975 — 19 апреля 1986 — назначен апостольским нунцием в Италии и Сан-Марино);
- Франческо Коласуонно — (9 апреля 1986 — 15 марта 1990 — назначен апостольским делегатом в России).

### Третья Речь Посполитая
- Юзеф Ковальчик — (26 августа 1989 — 8 мая 2010 — назначен архиепископом Гнезно);
- Челестино Мильоре — (30 июня 2010 — 28 мая 2016 — назначен апостольским нунцием в России);
- Сальваторе Пеннаккьо — (6 августа 2016 — 25 января 2023 — назначен президентом Папской Церковной Академии);
- Антонио Гвидо Филипацци — (8 августа 2023 — по н. в.).